# Likey
Likey là bài hát của nhóm nhạc nữ Hàn Quốc Twice, là ca khúc chủ đề trong album phòng thu đầu tiên Twicetagram. Bài hát được phát hành vào ngày 30 tháng 10 năm 2017 bởi JYP Entertainment và phân phối bởi Genie Music.

## Bối cảnh và phát hành
Twice trở lại với album phòng thu đầu tiên cùng với bài hát chủ đề "Likey" được chính thức công bố vào ngày 16 tháng 10 năm 2017. Hai video teaser của bài hát được đăng online vào ngày 28 tháng 10. "Likey" và MV được phát hành vào ngày 30 dưới dạng tải nhạc số trên các trang web âm nhạc khác nhau.

## Sáng tác
"Likey" được sáng tác bởi Black Eyed Pilseung và Jeon Gun. Đây là lần hợp tác thứ tư của Twice với Black Eyed Pilseung, sau các bản hit "Like Ooh-Ahh", "Cheer Up" và "TT".
Đĩa đơn này thể loại nhạc electro-pop với âm thanh mở đầu nhạc synth-pop và tiếp diễn với tiếng children cheering, âm thanh trumpeting horns (tiếng thổi kèn trumpet sừng trâu), lẫn nhạc old-school xuyên suốt bản nhạc. Lời bài hát nói về sự khổ sở của việc cố gắng để nhận nút "like" từ đối tượng mến mộ trên các phương tiện truyền thông xã hội. Nó cũng mô tả cuộc đấu tranh trong việc duy trì một hình ảnh đẹp với giới truyền thông xã hội.

## Video âm nhạc
Được sản xuất bởi Naive Creative Production cho JYP Entertainment, video âm nhạc "Likey" do Kim Young-jo và Yoo Seung-woo làm đạo diễn. Nó được đăng tải trực tuyến vào ngày 30 tháng 10 năm 2017 trên kênh YouTube chính thức của JYP Entertainment.
MV "Likey" được quay ở Vancouver, British Columbia, Canada vào đầu tháng 9 năm 2017, quay một số địa điểm mang tính biểu tượng nhất ở khu vực. MV được xuất hiện trong bản tin CTV News Vancouver- bản tin nói rằng MV này dự kiến sẽ thúc đẩy du lịch của thành phố. Một số phân cảnh trong MV được quay riêng bởi trưởng nhóm Ji-hyo.

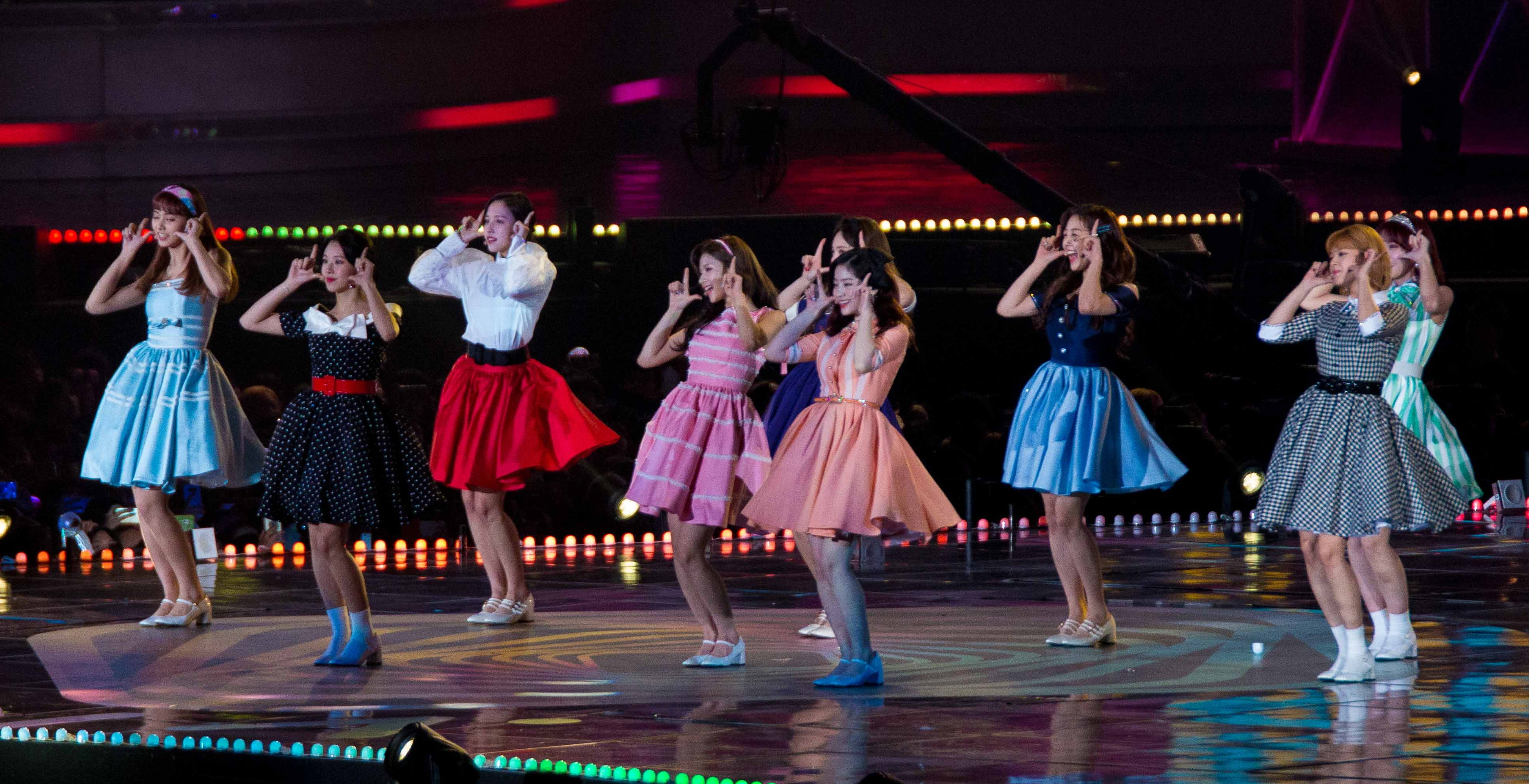
Twice trình diễn "Likey" tại 2017 Melon Music Awards vào tháng 12 năm 2017

Mở đầu MV, Twice được nhìn thấy đang chơi đùa trong sân khúc côn cầu Sunset Beach với khung cảnh biển xanh và đảo Granville ở phía sau. Họ cũng tụ tập trong một cửa hàng món tráng miệng gelato. Các phông nền cho các đoạn dance bao gồm Hẻm Gastown, Maple Tree Square, Alley Oop (khu trung tâm đa sắc màu giữa phố Granville Street và đường Seymour) và Hallelujah Point ở công viên Stanley Park. Cùng phối hợp với những địa điểm khác như Steam Clock ở Gastwon, cửa hàng thời trang  Angel Hand-Painted Fashions, White Rock Pier, Steveston's Marine Garage, và SkyTrain với một xe lửa cổ đang chạy qua.
Ngày 3 tháng 12 năm 2017, video đã thiết lập một kỷ lục mới khi là video âm nhạc của nhóm nhạc nữ K-pop đạt 100 triệu lượt xem nhanh nhất trên YouTube chỉ trong vòng 33 ngày. Video cũng đã vượt 300 triệu lượt xem vào tháng 9 năm 2018.

## Hiệu suất thương mại
"Likey" ra mắt lần lượt tại vị trí số 1 và 2 trên bảng xếp hạng Digital Chart của Gaon và Billboard Japan Hot 100. Bài hát cũng đã đứng đầu World Digital Songs và Kpop Hot 100 của Billboard hai tuần liên tiếp. Ca khúc cũng đứng đầu Hot Buzz Song của Billboard Japan bốn tuần liên tiếp.

## Phiên bản tiếng Nhật
Album tổng hợp thứ hai của Twice #Twice2, phát hành vào ngày 6 tháng 3 năm 2019, gồm hai phiên bản tiếng Hàn và Nhật của "Likey". Lời ca khúc tiếng Nhật được chấp bút bởi Mayu Wakisaka. "Likey (phiên bản tiếng Nhật)" được phát hành trước vào ngày 10 tháng 1 dưới dạng đĩa đơn kĩ thuật số, cùng với video âm nhạc kèm theo.

## Bảng xếp hạng

### Bảng xếp hạng hàng tuần
| Bảng xếp hạng (2017)                 | Thứ hạng cao nhất |
| ------------------------------------ | ----------------- |
| Nhật Bản (Japan Hot 100)             | 2                 |
| Philippine (Philippine Hot 100)      | 11                |
| Philippine (BillboardPH K-pop Top 5) | 1                 |
| Hàn Quốc (Gaon)                      | 1                 |
| Hàn Quốc (Kpop Hot 100)              | 1                 |
| US World Digital Songs (Billboard)   | 1                 |

### Bảng xếp hạng cuối năm
| Bảng xếp hạng (2017) | Thứ hạng |
| -------------------- | -------- |
| Hàn Quốc (Gaon)      | 89       |

| Bảng xếp hạng (2018)     | Thứ hạng |
| ------------------------ | -------- |
| Nhật Bản (Japan Hot 100) | 30       |
| Hàn Quốc (Gaon)          | 63       |

## Giải thưởng
| Năm  | Giải thưởng                       | Hạng mục                   | Kết quả | Chú thích |
| ---- | --------------------------------- | -------------------------- | ------- | --------- |
| 2018 | Gaon Chart Music Awards lần thứ 7 | Bài hát của năm – Tháng 10 | Đề cử   | [ 36 ]    |

### Giải thưởng chương trình âm nhạc
| Chương trình              | Ngày                 | Chú thích |
| ------------------------- | -------------------- | --------- |
| Show Champion (MBC Music) | 8 tháng 11 năm 2017  | [ 37 ]    |
| M Countdown (Mnet)        | 9 tháng 11 năm 2017  | [ 38 ]    |
| M Countdown (Mnet)        | 16 tháng 11 năm 2017 | [ 39 ]    |
| Music Bank (KBS)          | 10 tháng 11 năm 2017 | [ 40 ]    |
| Inkigayo (SBS)            | 12 tháng 11 năm 2017 | [ 41 ]    |
| Inkigayo (SBS)            | 19 tháng 11 năm 2017 | [ 42 ]    |
| Inkigayo (SBS)            | 26 tháng 11 năm 2017 | [ 43 ]    |